# Sport-Verein Werder von 1899 1985-1986
Questa voce raccoglie le informazioni riguardanti il Sport-Verein Werder von 1899 nelle competizioni ufficiali della stagione 1985-1986.

## Stagione
Nella stagione 1985-1986 il Werder Brema, allenato da Otto Rehhagel, concluse il campionato di Bundesliga al 2º posto. In Coppa di Germania il Werder Brema fu eliminato agli ottavi di finale dallo Stoccarda. In Coppa UEFA il Werder Brema fu eliminato al primo turno dal Černomorets Odessa.

## Rosa
| N. |                     | Ruolo | Calciatore        |
| -- | ------------------- | ----- | ----------------- |
|    | Germania (bandiera) | P     | Dieter Burdenski  |
|    | Germania (bandiera) | P     | Klaus Funk        |
|    | Germania (bandiera) | P     | Oliver Reck       |
|    | Germania (bandiera) | D     | Rigobert Gruber   |
|    | Germania (bandiera) | D     | Michael Kutzop    |
|    | Germania (bandiera) | D     | Axel Noruschat    |
|    | Giappone (bandiera) | D     | Yasuhiko Okudera  |
|    | Germania (bandiera) | D     | Jonny Otten       |
|    | Austria (bandiera)  | D     | Bruno Pezzey      |
|    | Germania (bandiera) | D     | Matthias Ruländer |
|    | Germania (bandiera) | D     | Gunnar Sauer      |
|    | Germania (bandiera) | D     | Thomas Schaaf     |

| N. |                     | Ruolo | Calciatore          |
| -- | ------------------- | ----- | ------------------- |
|    | Germania (bandiera) | C     | Dieter Eilts        |
|    | Germania (bandiera) | C     | Günter Hermann      |
|    | Germania (bandiera) | C     | Norbert Meier       |
|    | Germania (bandiera) | C     | Benno Möhlmann      |
|    | Germania (bandiera) | C     | Wolfgang Sidka      |
|    | Germania (bandiera) | C     | Miroslav Votava     |
|    | Germania (bandiera) | C     | Thomas Wolter       |
|    | Germania (bandiera) | A     | Manfred Burgsmüller |
|    | Germania (bandiera) | A     | Frank Neubarth      |
|    | Germania (bandiera) | A     | Frank Ordenewitz    |
|    | Germania (bandiera) | A     | Rudi Völler         |

## Organigramma societario
Area tecnica
- Allenatore: Otto Rehhagel
- Allenatore in seconda: Karl-Heinz Kamp
- Preparatore dei portieri:
- Preparatori atletici:

## Calciomercato

### Sessione estiva
| Acquisti | Acquisti            | Acquisti          | Acquisti |
| R.       | Nome                | da                | Modalità |
| -------- | ------------------- | ----------------- | -------- |
| A        | Manfred Burgsmüller | RW Oberhausen     |          |
| C        | Dieter Eilts        | Werder Brema II   |          |
| P        | Oliver Reck         | Kickers Offenbach |          |
| D        | Matthias Ruländer   | St. Pauli         |          |
| C        | Miroslav Votava     | Atlético Madrid   |          |

| Cessioni | Cessioni         | Cessioni        | Cessioni |
| R.       | Nome             | a               | Modalità |
| -------- | ---------------- | --------------- | -------- |
| D        | Dirk Lellek      | Hertha Berlino  |          |
| A        | Uwe Reinders     | Bordeaux        |          |
| C        | Norbert Siegmann | Fortuna Colonia |          |

### Sessione invernale
| Acquisti | Acquisti | Acquisti | Acquisti |
| R.       | Nome     | da       | Modalità |
| -------- | -------- | -------- | -------- |

| Cessioni | Cessioni | Cessioni | Cessioni |
| R.       | Nome     | a        | Modalità |
| -------- | -------- | -------- | -------- |

## Risultati

### Bundesliga

#### Girone di andata
| Arbitro: | Neuner |

|  |           |            |
|  | Marcatori | 32’ Völler |

| Arbitro: | Pauly |

|                                                                       |           |                            |
| Völler 2’, 48’, 71’ Meier 7’, 15’ Kutzop 31’ (rig.) Neubarth 84’, 86’ | Marcatori | 6’ Reich 29’ (rig.) Giesel |

| Arbitro: | Wahmann |

|               |           |              |
| Muntubila 62’ | Marcatori | 38’ Neubarth |

| Arbitro: | Ahlenfelder |

|                         |           |  |
| Neubarth 13’ Wolter 79’ | Marcatori |  |

| Arbitro: | Dellwing |

|                                |           |                            |
| Dickel 1’ Steiner 3’ Geils 47’ | Marcatori | 13’, 54’ Völler 53’ Pezzey |

| Arbitro: | Uhlig |

|                       |           |             |
| Völler 10’ Pezzey 81’ | Marcatori | 61’ Güttler |

| Arbitro: | Scheuerer |

|            |           |                                              |
| Thiele 23’ | Marcatori | 33’ Sidka 35’ Kutzop 59’ Neubarth 72’ Völler |

| Arbitro: | Broska |

|                             |           |                      |
| Kutzop 23’ (rig.) Meier 72’ | Marcatori | 2’ Remark 89’ Walter |

| Arbitro: | Matheis |

|                        |           |                                 |
| Kühn 47’ Benatelli 86’ | Marcatori | 4’ Meier 58’ Neubarth 78’ Sidka |

| Arbitro: | Bruch |

|                                                  |           |  |
| Kutzop 21’ (rig.) Pezzey 46’ Ordenewitz 71’, 83’ | Marcatori |  |

| Arbitro: | Ahlenfelder |

|                                  |           |  |
| Brehme 7’ (rig.), 60’ Allofs 67’ | Marcatori |  |

| Arbitro: | Boos |

|                                       |           |                            |
| Neubarth 22’, 53’ Ordenewitz 32’, 79’ | Marcatori | 45’ Pagelsdorf 50’ Wegmann |

| Arbitro: | Tritschler |

|                                                         |           |            |
| Cha 4’, 16’ Schreier 28’ Votava 57’ (aut.) Schlegel 82’ | Marcatori | 62’ Kutzop |

| Arbitro: | Correll |

|                                                                        |           |            |
| Kutzop 30’ (rig.), 36’ (rig.) Neubarth 45’, 57’ Pezzey 62’ Hermann 77’ | Marcatori | 70’ Dämgen |

| Arbitro: | Brückner |

|                   |           |                            |
| Hannes 84’ (rig.) | Marcatori | 61’ Völler 66’ Burgsmüller |

| Arbitro: | Theobald |

|                               |           |            |
| Nachtweih 11’ Hoeneß 64’, 66’ | Marcatori | 42’ Schaaf |

| Arbitro: | Kautschor |

|                                                                 |           |  |
| Burgsmüller 17’, 85’ Kutzop 34’, 43’ (rig.) Ordenewitz 56’, 74’ | Marcatori |  |

#### Girone di ritorno
| Arbitro: | Wittke |

|                        |           |            |
| Neubarth 32’, 51’, 59’ | Marcatori | 20’ Täuber |

| Arbitro: | Pauly |

|                      |           |                                                      |
| Gue 4’ Vjetrović 27’ | Marcatori | 17’ Pezzey 70’ Votava 75’ Burgsmüller 84’ Ordenewitz |

| Arbitro: | Schütte |

|                   |           |  |
| Kutzop 78’ (rig.) | Marcatori |  |

| Arbitro: | Assenmacher |

|  |           |                 |
|  | Marcatori | 56’ Burgsmüller |

| Arbitro: | Hontheim |

|                         |           |  |
| Neubarth 21’ Schaaf 72’ | Marcatori |  |

| Arbitro: | Ahlenfelder |

|                        |           |                 |
| Geyer 76’ Eckstein 84’ | Marcatori | 45’, 60’ Wolter |

| Arbitro: | Ermer |

|                                                      |           |                                       |
| Burgsmüller 3’, 10’, 77’ Neubarth 18’, 70’, 72’, 81’ | Marcatori | 65’ Bockenfeld 71’ Dusend 90’ Demandt |

| Arbitro: | Pauly |

|            |           |                 |
| Walter 26’ | Marcatori | 69’ Burgsmüller |

| Brema 8 marzo 1986, ore 15:30 CET 26ª giornata | Werder Brema | 0 – 0 referto | Bochum | Weserstadion (21 000 spett.)\| Arbitro: \| Werner \| |
| Arbitro:                                       | Werner       |               |        |                                                      |

| Arbitro: | Broska |

|  |           |                         |
|  | Marcatori | 71’ Hermann 90’ Okudera |

| Arbitro: | Weber |

|                            |           |  |
| Burgsmüller 55’ Schaaf 82’ | Marcatori |  |

| Arbitro: | Jupe |

|                 |           |           |
| Zorc 19’ (rig.) | Marcatori | 4’ Wolter |

| Arbitro: | Brückner |

|                                                          |           |  |
| Pezzey 23’ Burgsmüller 29’, 64’ Hermann 56’ Neubarth 88’ | Marcatori |  |

| Arbitro: | Brehm |

|             |           |  |
| Raschid 56’ | Marcatori |  |

| Arbitro: | Neuner |

|              |           |                 |
| Neubarth 63’ | Marcatori | 73’ Hochstätter |

| Brema 22 aprile 1986, ore 20:00 CEST 33ª giornata | Werder Brema | 0 – 0 referto | Bayern Monaco | Weserstadion (40 800 spett.)\| Arbitro: \| Roth \| |
| Arbitro:                                          | Roth         |               |               |                                                    |

| Arbitro: | Hontheim |

|                   |           |                 |
| Allgöwer 22’, 52’ | Marcatori | 79’ Burgsmüller |

### Coppa di Germania
| Arbitro: | Bochmann |

|  |           |                                                                             |
|  | Marcatori | 4’, 32’ Meier 12’ Neubarth 23’ (aut.) Bieler 48’, 66’ Ordenewitz 89’ Völler |

| Arbitro: | Steffens |

|  |           |                                          |
|  | Marcatori | 17’ Sidka 39’ Möhlmann 52’, 65’ Neubarth |

| Arbitro: | Hontheim |

|                   |           |  |
| Allgöwer 14’, 23’ | Marcatori |  |

### Coppa UEFA
| Arbitro: | Halle |

|                               |           |           |
| Yurchenko 13’ Shcherbakov 42’ | Marcatori | 46’ Meier |

| Arbitro: | Syme |

|                                    |           |                          |
| Kutzop 10’ Pezzey 53’ Neubarth 73’ | Marcatori | 25’ Pasul'ko 47’ Morozov |

## Statistiche

### Statistiche di squadra
| Competizione      | Punti | In casa | In casa | In casa | In casa | In casa | In casa | In trasferta | In trasferta | In trasferta | In trasferta | In trasferta | In trasferta | Totale | Totale | Totale | Totale | Totale | Totale | DR  |
| Competizione      | Punti | G       | V       | N       | P       | Gf      | Gs      | G            | V            | N            | P            | Gf           | Gs           | G      | V      | N      | P      | Gf     | Gs     | DR  |
| ----------------- | ----- | ------- | ------- | ------- | ------- | ------- | ------- | ------------ | ------------ | ------------ | ------------ | ------------ | ------------ | ------ | ------ | ------ | ------ | ------ | ------ | --- |
| Bundesliga        | 49    | 17      | 13      | 4       | 0       | 55      | 13      | 17           | 7            | 5            | 5            | 28           | 28           | 34     | 20     | 9      | 5      | 83     | 41     | +42 |
| Coppa di Germania | -     | 0       | 0       | 0       | 0       | 0       | 0       | 3            | 2            | 0            | 1            | 11           | 2            | 3      | 2      | 0      | 1      | 11     | 2      | +9  |
| Coppa UEFA        | -     | 1       | 1       | 0       | 0       | 3       | 2       | 1            | 0            | 0            | 1            | 1            | 2            | 2      | 1      | 0      | 1      | 4      | 4      | 0   |
| Totale            | 49    | 18      | 14      | 4       | 0       | 58      | 15      | 21           | 9            | 5            | 7            | 40           | 32           | 39     | 23     | 9      | 7      | 98     | 47     | +51 |

### Andamento in campionato
| Giornata  | 1 | 2 | 3 | 4 | 5 | 6 | 7 | 8 | 9 | 10 | 11 | 12 | 13 | 14 | 15 | 16 | 17 | 18 | 19 | 20 | 21 | 22 | 23 | 24 | 25 | 26 | 27 | 28 | 29 | 30 | 31 | 32 | 33 | 34 |
| --------- | - | - | - | - | - | - | - | - | - | -- | -- | -- | -- | -- | -- | -- | -- | -- | -- | -- | -- | -- | -- | -- | -- | -- | -- | -- | -- | -- | -- | -- | -- | -- |
| Luogo     | T | C | T | C | T | C | T | C | T | C  | T  | C  | T  | C  | T  | T  | C  | C  | T  | C  | T  | C  | T  | C  | T  | C  | T  | C  | T  | C  | T  | C  | C  | T  |
| Risultato | V | V | N | V | N | V | V | N | V | V  | P  | V  | P  | V  | V  | P  | V  | V  | V  | V  | V  | V  | N  | V  | N  | N  | V  | V  | N  | V  | P  | N  | N  | P  |
| Posizione | 3 | 1 | 1 | 1 | 1 | 1 | 1 | 1 | 1 | 1  | 1  | 1  | 2  | 1  | 1  | 1  | 1  | 1  | 1  | 1  | 1  | 1  | 1  | 1  | 1  | 1  | 1  | 1  | 1  | 1  | 1  | 1  | 1  | 2  |

Legenda:

Luogo: C = Casa; T = Trasferta. Risultato: V = Vittoria; N = Pareggio; P = Sconfitta.

### Statistiche dei giocatori
| Giocatore      | Bundesliga | Bundesliga | Bundesliga  | Bundesliga | Coppa di Germania | Coppa di Germania | Coppa di Germania | Coppa di Germania | Coppa UEFA | Coppa UEFA | Coppa UEFA  | Coppa UEFA | Totale   | Totale | Totale      | Totale     |
| Giocatore      | Presenze   | Reti       | Ammonizioni | Espulsioni | Presenze          | Reti              | Ammonizioni       | Espulsioni        | Presenze   | Reti       | Ammonizioni | Espulsioni | Presenze | Reti   | Ammonizioni | Espulsioni |
| -------------- | ---------- | ---------- | ----------- | ---------- | ----------------- | ----------------- | ----------------- | ----------------- | ---------- | ---------- | ----------- | ---------- | -------- | ------ | ----------- | ---------- |
| D. Burdenski   | 31         | 0          | 0           | 0          | 3                 | 0                 | 0                 | 0                 | 2          | 0          | 0           | 0          | 36       | 0      | 0           | 0          |
| M. Burgsmüller | 20         | 13         | 2           | 0          | 0                 | 0                 | 0                 | 0                 | 0          | 0          | 0           | 0          | 20       | 13     | 2           | 0          |
| D. Eilts       | 0          | 0          | 0           | 0          | 0                 | 0                 | 0                 | 0                 | 0          | 0          | 0           | 0          | 0        | 0      | 0           | 0          |
| K. Funk        | 3          | 0          | 0           | 0          | 0                 | 0                 | 0                 | 0                 | 0          | 0          | 0           | 0          | 3        | 0      | 0           | 0          |
| R. Gruber      | 0          | 0          | 0           | 0          | 0                 | 0                 | 0                 | 0                 | 0          | 0          | 0           | 0          | 0        | 0      | 0           | 0          |
| G. Hermann     | 23         | 3          | 0           | 0          | 2                 | 0                 | 0                 | 0                 | 0          | 0          | 0           | 0          | 25       | 3      | 0           | 0          |
| M. Kutzop      | 34         | 10         | 3           | 1          | 3                 | 0                 | 0                 | 0                 | 2          | 1          | 0           | 0          | 39       | 11     | 3           | 1          |
| N. Meier       | 31         | 4          | 3           | 0          | 3                 | 2                 | 0                 | 0                 | 2          | 1          | 0           | 0          | 36       | 7      | 3           | 0          |
| B. Möhlmann    | 9          | 0          | 0           | 0          | 2                 | 1                 | 1                 | 0                 | 0          | 0          | 0           | 0          | 11       | 1      | 1           | 0          |
| F. Neubarth    | 32         | 20         | 2           | 0          | 3                 | 3                 | 0                 | 0                 | 2          | 1          | 0           | 0          | 37       | 24     | 2           | 0          |
| A. Noruschat   | 1          | 0          | 0           | 0          | 0                 | 0                 | 0                 | 0                 | 1          | 0          | 0           | 0          | 2        | 0      | 0           | 0          |
| Y. Okudera     | 33         | 1          | 0           | 0          | 3                 | 0                 | 0                 | 0                 | 2          | 0          | 0           | 0          | 38       | 1      | 0           | 0          |
| F. Ordenewitz  | 24         | 7          | 2           | 0          | 3                 | 2                 | 1                 | 0                 | 1          | 0          | 0           | 0          | 28       | 9      | 3           | 0          |
| J. Otten       | 12         | 0          | 2           | 0          | 0                 | 0                 | 0                 | 0                 | 0          | 0          | 0           | 0          | 12       | 0      | 2           | 0          |
| B. Pezzey      | 33         | 6          | 7           | 1          | 3                 | 0                 | 1                 | 0                 | 2          | 1          | 0           | 0          | 38       | 7      | 8           | 1          |
| O. Reck        | 0          | 0          | 0           | 0          | 0                 | 0                 | 0                 | 0                 | 0          | 0          | 0           | 0          | 0        | 0      | 0           | 0          |
| M. Ruländer    | 12         | 0          | 2           | 0          | 2                 | 0                 | 0                 | 0                 | 1          | 0          | 0           | 0          | 15       | 0      | 2           | 0          |
| G. Sauer       | 1          | 0          | 0           | 0          | 1                 | 0                 | 0                 | 0                 | 0          | 0          | 0           | 0          | 2        | 0      | 0           | 0          |
| T. Schaaf      | 30         | 3          | 1           | 0          | 2                 | 0                 | 0                 | 0                 | 2          | 0          | 0           | 0          | 34       | 3      | 1           | 0          |
| W. Sidka       | 22         | 2          | 1           | 0          | 3                 | 1                 | 0                 | 0                 | 2          | 0          | 0           | 0          | 27       | 3      | 1           | 0          |
| M. Votava      | 32         | 1          | 2           | 0          | 3                 | 0                 | 0                 | 0                 | 2          | 0          | 0           | 0          | 37       | 1      | 2           | 0          |
| R. Völler      | 13         | 9          | 2           | 0          | 1                 | 1                 | 0                 | 0                 | 1          | 0          | 0           | 0          | 15       | 10     | 2           | 0          |
| T. Wolter      | 29         | 4          | 2           | 0          | 2                 | 0                 | 0                 | 0                 | 1          | 0          | 0           | 0          | 32       | 4      | 2           | 0          |